# Nicolaes Molenaer
Nicolaes Molenaer (Haarlem, 1630 – Haarlem, 1676) è stato un pittore dell'età d'oro olandese.
Molenaer nacque e morì a Haarlem. Secondo alcuni documenti era il fratello dei pittori Bartholomeus e Jan Miense Molenaer. È diventato un membro del Gilda di San Luca di Haarlem nel 1651 e risultano pagate le quote annuali fino al 1676. La sua pittura era caratterizzata soprattutto da paesaggi, influenzata dalla tecnica di Jacob van Ruisdael.

## Galleria d'immagini

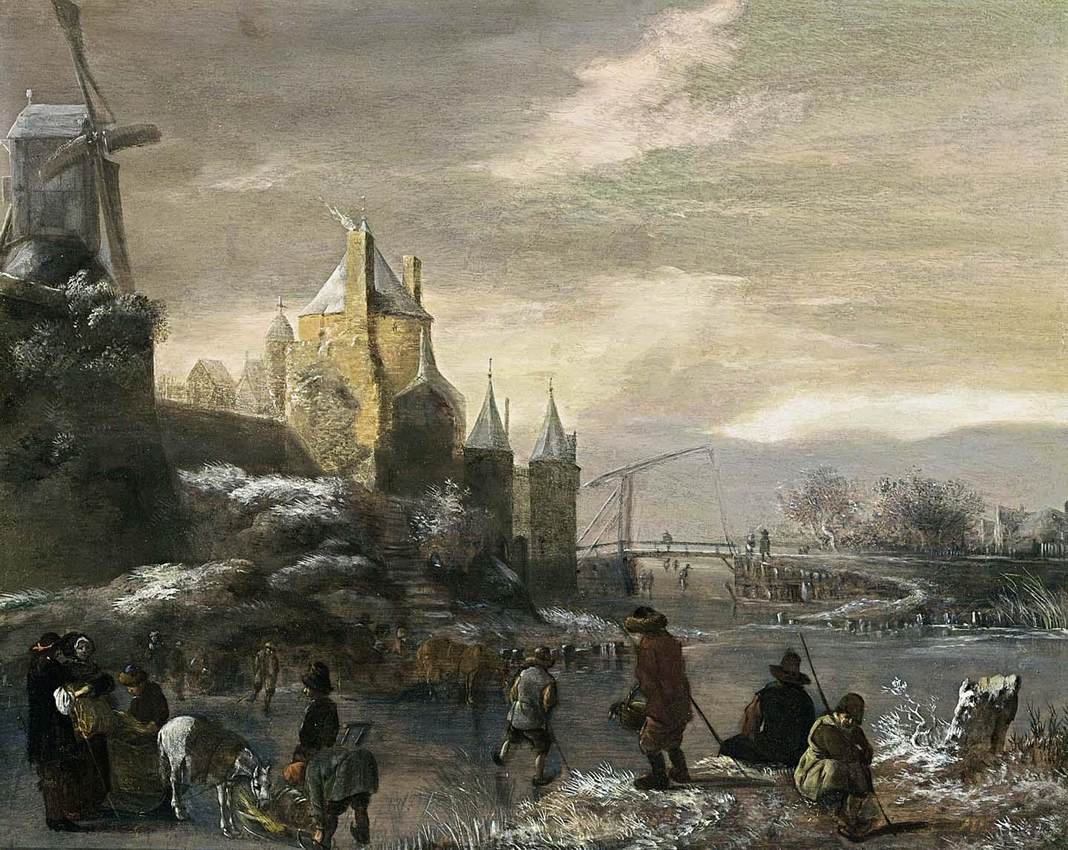
Paesaggio invernale
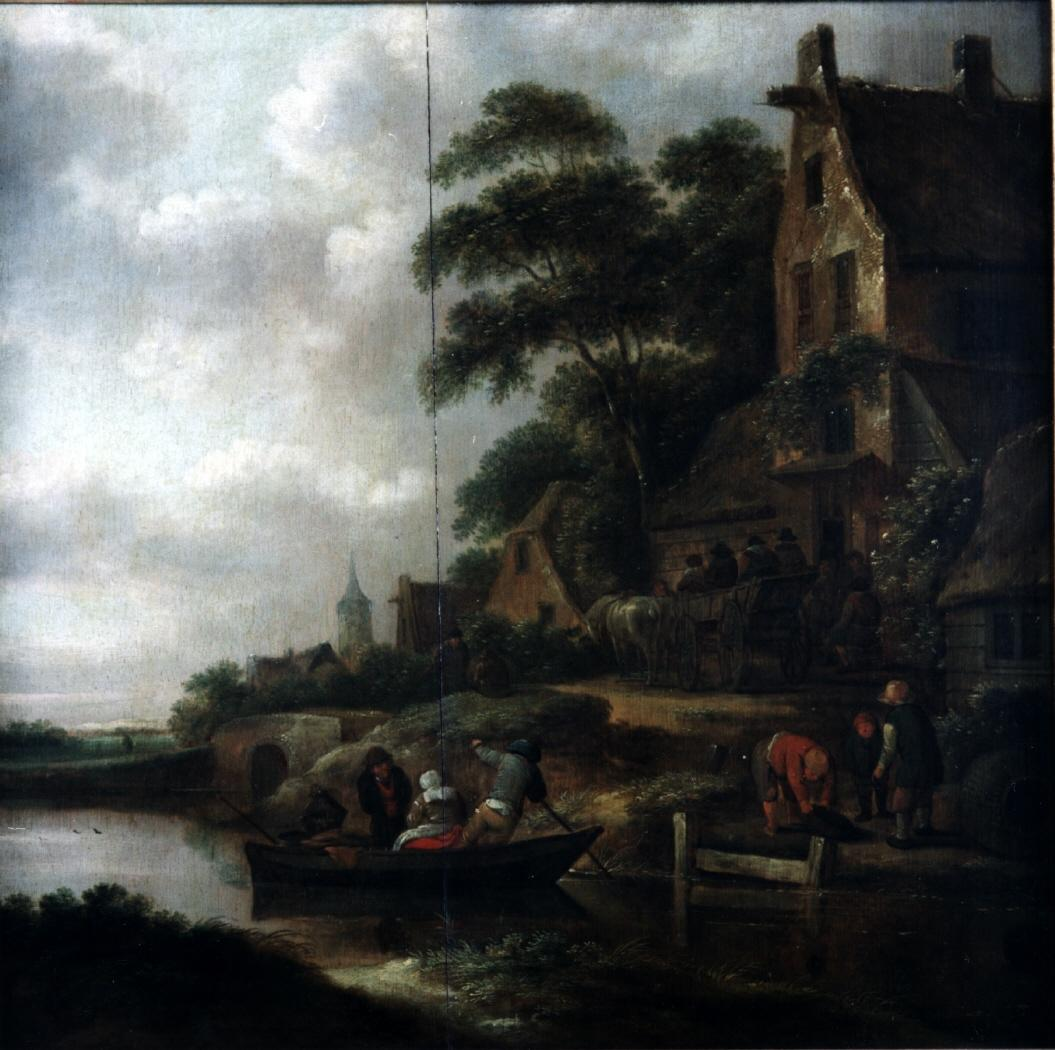
Paesaggio
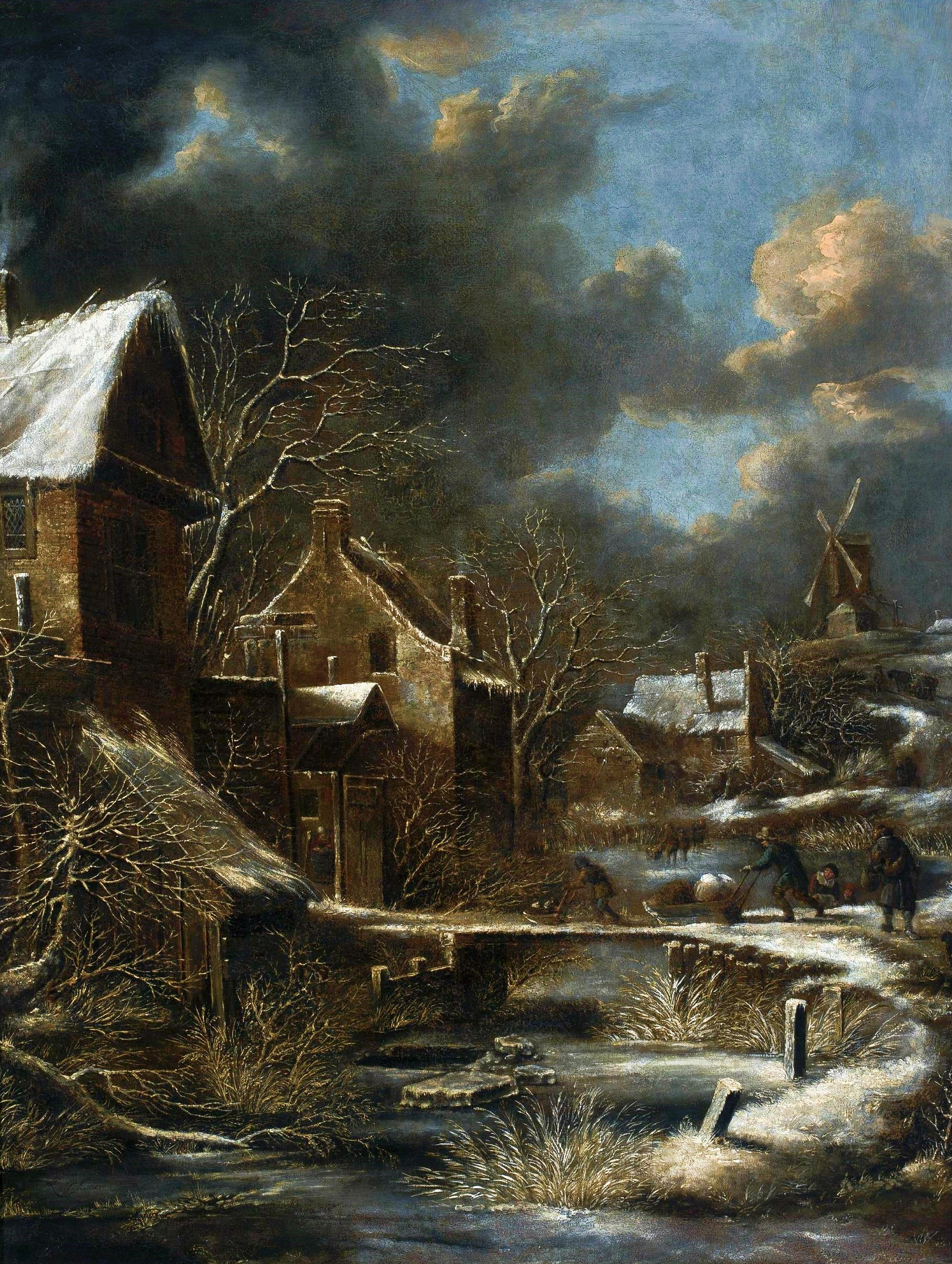
Paesaggio invernale